# Englishman River Regional Park
Englishman River Regional Park är en park i Kanada.   Den ligger i Regional District of Nanaimo och provinsen British Columbia, i den sydvästra delen av landet, 3 600 km väster om huvudstaden Ottawa. Englishman River Regional Park ligger 37 meter över havet.